# Лютер (Айова)
Лютер (англ. Luther) — місто (англ. city) в США, в окрузі Бун штату Айова. Населення — 152 особи (2020).

## Географія
Лютер розташований за координатами 41°58′1″ пн. ш. 93°49′12″ зх. д. / 41.96694° пн. ш. 93.82000° зх. д. (41.966931, -93.820054).  За даними Бюро перепису населення США в 2010 році місто мало площу 2,01 км², уся площа — суходіл. В 2017 році площа становила 1,52 км², уся площа — суходіл.

## Демографія
Згідно з переписом 2010 року, у місті мешкали 122 особи в 54 домогосподарствах у складі 40 родин. Густота населення становила 61 особа/км².  Було 59 помешкань (29/км²).
Расовий склад населення:
| - 98,4 % — білих - 0,8 % — чорних або афроамериканців - 0,8 % — азіатів |

До двох чи більше рас належало 0,0 %. Частка іспаномовних становила 1,6 % від усіх жителів.
За віковим діапазоном населення розподілялося таким чином: 16,4 % — особи молодші 18 років, 66,4 % — особи у віці 18—64 років, 17,2 % — особи у віці 65 років та старші. Медіана віку мешканця становила 47,5 року. На 100 осіб жіночої статі у місті припадало 114,0 чоловіків;  на 100 жінок у віці від 18 років та старших — 112,5 чоловіків також старших 18 років.
Середній дохід на одне домашнє господарство  становив 67 497 доларів США (медіана — 65 250), а середній дохід на одну сім'ю — 72 523 долари (медіана — 68 750). За межею бідності перебувало 3,1 % осіб, у тому числі 0,0 % дітей у віці до 18 років та 7,4 % осіб у віці 65 років та старших.
Цивільне працевлаштоване населення становило 90 осіб. Основні галузі зайнятості: освіта, охорона здоров'я та соціальна допомога — 20,0 %, виробництво — 13,3 %, будівництво — 10,0 %, мистецтво, розваги та відпочинок — 8,9 %.